# Saint-Germain-sous-Doue
Saint-Germain-sous-Doue település Franciaországban, Seine-et-Marne megyében. Lakosainak száma 553 fő (2022. január 1.). Saint-Germain-sous-Doue Aulnoy, Boissy-le-Châtel, Doue, Jouarre és Saint-Denis-lès-Rebais községekkel határos.

## Népesség
A település népessége az elmúlt években az alábbi módon változott:
| Lakosok száma | 496  | 516  | 537  | 537  | 544  | 553  | 560  | 557  | 553  |
|               | 2013 | 2015 | 2016 | 2017 | 2018 | 2019 | 2020 | 2021 | 2022 |